# Cirrus floccus
Cirrus floccus is een wolkensoort en is onderdeel van een internationaal systeem om wolken te classificeren naar eigenschap volgens de internationale wolkenclassificatie. Cirrus floccus komt van het geslacht cirrus, met als betekenis krul van het haar en de term floccus betekent vlokvormig of wolvlok. Ze behoren tot de familie van hoge wolken.